# 小杉俊幸
小杉 俊幸（こすぎ としゆき）は、日本のカメラマン。

## 経歴
- 『ズッコケ中年三人組』の表紙の写真撮影を担当している。
- 西東京市柔道会にも所属していた[1]。

## 作品
- ズッコケ中年三人組
- MHS magazine